# Taking a Stand in Baton Rouge
Taking a Stand in Baton Rouge («Tomando una postura en Baton Rouge» o «Estando de pie en Baton Rouge») es una fotografía de Ieshia Evans, una mujer afroestadounidense de Pensilvania, arrestada por agentes de policía vestidos en equipo antidisturbios durante una protesta en Baton Rouge, Luisiana, el 9 de julio de 2016. Las protestas comenzaron como secuelas de las muertes por la policía de Alton Sterling y Philando Castile. La imagen, tomada por Jonathan Bachman para Reuters, se convirtió en un fenómeno viral en los medios sociales, descrita por varias organizaciones de medios como «icónico», con algunos comparando la imagen (y Evans) con la fotografía de El hombre del tanque en las protestas de la Plaza de Tiananmén de 1989.

## Protesta
En las protestas que siguieron a la muerte de Alton Sterling en Baton Rouge y de Philando Castile en Minnesota por agentes de policía, Evans fue fotografiada por Jonathan Bachman para la agencia de noticias Reuters de pie y sola frente una masa de policía antidisturbios. La imagen muestra a una mujer joven con un vestido de pie con sus brazos cruzados hacia abajo frente a una línea de policía fuertemente armada, mientras que dos oficiales fuertemente protegidos se precipitan para ponerla en esposas. La fotografía fue viral en los medios de comunicación y redes sociales.
Evans estaba asistiendo a su primera protesta cuando fue arrestada, después de haber viajado a Baton Rouge tras ver la cobertura televisiva del asesinato de Sterling. Fue detenida y liberada la noche del día siguiente.

## Impacto social
Múltiples organizaciones de medios describieron la imagen como «icónica». El canal de televisión alemán n-tv describió a Evans como el «icono» de la protesta. Teju Cole, escribiendo para The New York Times Magazine, dijo que «a pesar de, o debido a su simple narrativa, la fotografía de Bachman se convirtió en un icono, uniéndose a un pequeño grupo de otras imágenes conectadas al movimiento Black Lives Matter», incluyendo imágenes de un hombre lanzando un contenedor de gas lacrimógeno de vuelta a la policía durante una protesta en Ferguson, Misuri después de la muerte de Michael Brown en 2014, Bree Newsome derribando una bandera confederada en la Casa del Estado de Carolina del Norte y el activista DeRay McKesson siendo arrestado en Baton Rouge, también mientras protestaba por la muerte de Sterling.
Los informes de los medios compararon la foto con la imagen de El hombre del tanque tomada en la Plaza de Tiananmén en 1989 durante las protestas estudiantiles en Pekín. Yoni Appelbaum comentó sobre la imagen de Evans para The Atlantic:

Hay imágenes que son imposibles de olvidar, penetrando en nuestra conciencia colectiva. Un hombre que mira fijamente a una columna de tanques en la plaza de Tiananmén. Un estudiante de secundaria atacado por perros de policía en Birmingham, Alabama. Esta es una de esas fotos.

Evans fue entrevistada por Gayle King para CBS This Morning, y el programa de radio pública Studio 360 encargó a Tracy K. Smith para escribir un poema sobre la imagen.  La foto formó parte de las imágenes del año 2016 del The New York Times.

## Premios
La fotografía de Bachman de Evans fue concedida el primer premio para ediciones contemporáneas en la edición del 2017 (60.°) del concurso de fotografía de prensa World Press Photo.

## Biografía de Evans
Originaria de Brooklyn, se desempeña como enfermera en el estado de Pensilvania. Tiene un hijo.
En diciembre de 2016, se reunió con Bachman por primera vez en un simposio sobre fotografía de noticias organizado por Reuters y el Centro Internacional de Fotografía.
Fue nombrada la mujer afroestadounidense del año de AfroAmerica Network en 2016 y elegida para estar entre las 100 mujeres de la BBC del mismo año año.